# José Gildeixon Clemente de Paiva
José Gildeixon Clemente De Paiva (Santo Antônio, Río Grande del Norte, 3 de septiembre de 1987-La Unión, Antioquia, 28 de noviembre de 2016) fue un futbolista brasileño que jugaba como mediocampista defensivo. Su último equipo fue el Chapecoense. También fue una de las víctimas fatales del vuelo 2933 de LaMia, avión que llevaba al equipo Chapecoense a Medellín, donde jugaría el partido de ida de la final de la Copa Sudamericana 2016.
Además del equipo, el avión también llevó a 21 periodistas brasileños que iban a cubrir el partido contra el Atlético Nacional.

## Clubes
Chapecoense 2015-2016

## Palmarés

### Títulos internacionales
| Título            | Equipo      | País   | Año  |
| ----------------- | ----------- | ------ | ---- |
| Copa Sudamericana | Chapecoense | Brasil | 2016 |